# Hirschtalg

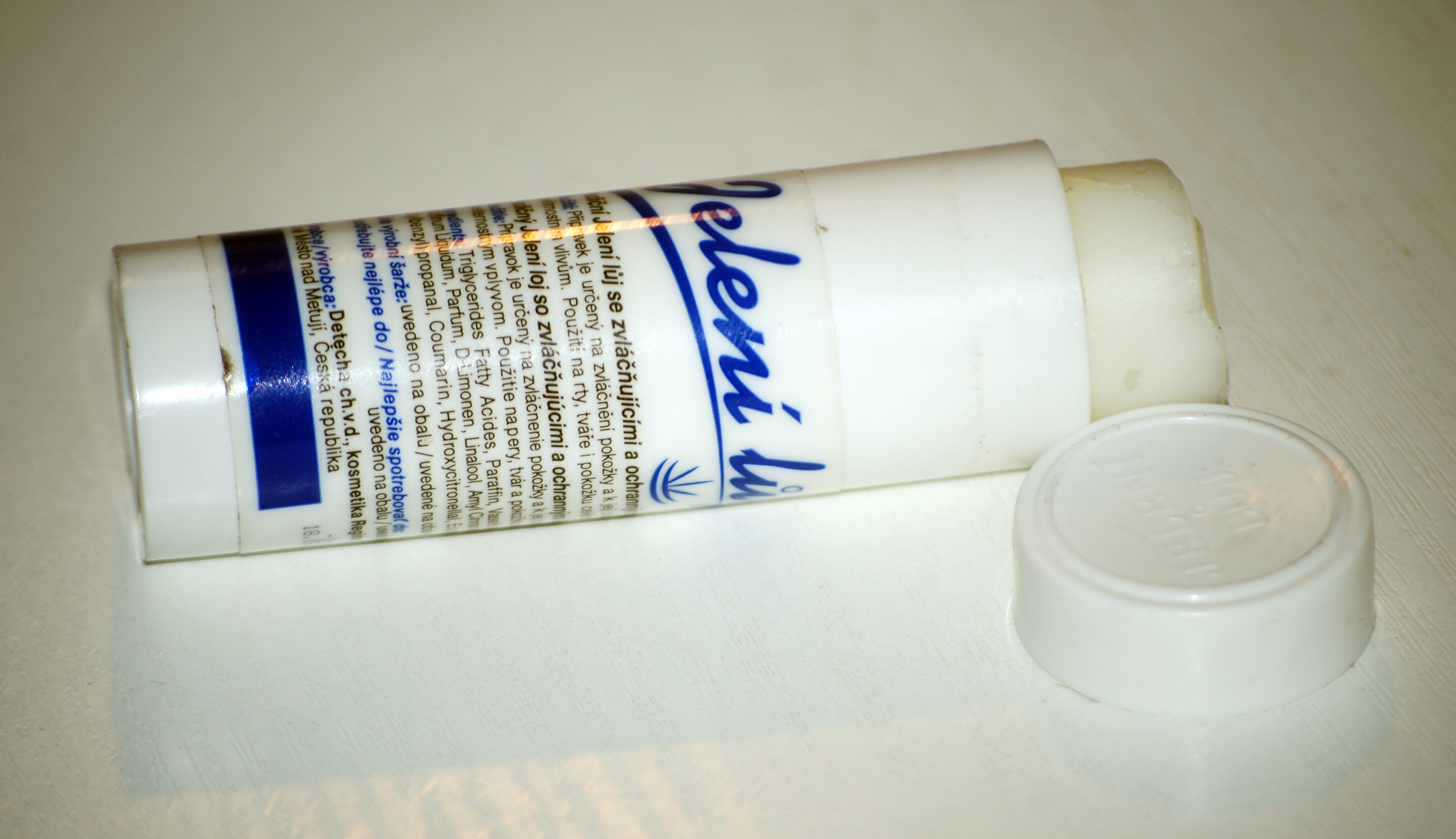
Lippen- und Hautpflegestift aus Hirschtalg

Hirschtalg (lateinisch Sebum cervinum) ist ein weißer, spröder Talg, der aus dem ausgeschmolzenen Fett von Hirschen besteht.
Hirschtalg, genannt auch Hirschunschlitt, findet seit dem Mittelalter als Zutat zu Salben bei der Behandlung von Hautschäden und Wunden medizinische Anwendung.
Als Creme oder Stift (ggf. auch mit anderen Zusätzen wie Kamillenextrakt) verarbeitet, findet er Anwendung bei Langstreckenläufern und Radrennfahrern, da er Wundwerden von Hautstellen (Intertrigo) verhindert. Oft wird er Vaseline vorgezogen, da er über längere Zeit die Haut schützt und zum Beispiel bei Marathonläufern nach drei Stunden die Vaseline weggerieben ist. Eine weitere Verwendung findet Hirschtalg in der Musik. So reiben Kontrabassisten die „Zupf-Finger“ mit Hirschtalg ein und vermeiden damit die Bildung von Blasen. Außerdem werden beispielsweise die Wicklungen an Sackpfeifen damit bearbeitet, um diese geschmeidig zu halten und vor Feuchtigkeit zu schützen. Bekannter ist die Verwendung für Blockflöten, deren Korkteile an den Verbindungsstellen ebenfalls regelmäßig mit Hirschtalg präpariert werden müssen, sowie für Gummidichtungen bei Autotüren, um diese bei Frost vor dem Festfrieren zu schützen. Ebenso wird es häufig von Saxophonisten und Fagottisten für den Kork am S-Bogen sowie von Klarinettisten und Oboisten für die Korkverbindungen an den einzelnen Instrumententeilen verwendet. Anwendung findet es auch bei Musikern jeglicher Blasinstrumente, die ihre Lippen bei starker Belastung im Anschluss an das Blasen mit einem Hirschtalg-Stift pflegen, um Rissen vorzubeugen. Hirschtalg wird auch beim Leistungsturnen und von Ruderern verwendet, um die Hände und Füße vor dem Aufreißen und der Blasenbildung zu schützen.
Hundehalter verwenden Hirschtalg auch zur Pfotenpflege bei Hunden. Vor allem im Winter verhindert Hirschtalg Reizung der empfindlichen Hundepfoten durch Streusalz.
Hirschtalg wird häufig in Stangenform gebracht. Man gießt dazu den geschmolzenen Talg in Glasröhren, aus welchen er nach dem Erkalten durch leichten Druck herausgeschoben werden kann.